# Jarosław Bułat
Jarosław Emil Bułat (ur. 28 lutego 1904 we Lwowie, zm. 28 stycznia 1999 w Katowicach) – urzędnik państwowy II Rzeczypospolitej i sektora górnictwa w PRL.

## Życiorys
Jarosław Emil Bułat urodził się 28 lutego 1904 we Lwowie. Był synem Komisarza Magistratu Lwowskiego. Kształcił się w VIII Gimnazjum Realnym im. Jędrzeja Śniadeckiego we Lwowie. W czasie wojny polsko-ukraińskiej uczestniczył w obronie Lwowa, mając niespełna 14 lat, uciekł z domu i brał udział w potyczkach z Ukraińcami. W roku 1918 był czynnym członkiem Polskiej Organizacji Wojskowej we Lwowie, pseudonim „Sowa”.
Absolwent Wydziału Prawa Uniwersytetu Jana Kazimierza we Lwowie. W trakcie studiów był współzałożycielem Polskiej Korporacji Akademickiej Znicz. Równolegle z prawem ukończył też Wydział Handlu Zagranicznego na Uniwersytecie Warszawskim. Był najmłodszym doktorantem lwowskiej uczelni - tytuł doktora praw otrzymał w 1930, mając 23 lata. 
Po ukończeniu studiów i założeniu rodziny przeniósł się do Drohobycza, gdzie objął stanowisko dyrektora Izby Skarbowej. Po wybuchu wojny w 1939 przez Zaleszczyki ewakuował się początkowo do Rumunii i na Węgry, skąd dostał się do Anglii. Pracował w sztabie polskiego lotnictwa w Szkocji, gdzie uczył polskich lotników języka angielskiego. W 1940 był w Szkole Podoficerskiej w Chateau de Champeau we Francji, następnie służył w Szkocji w stopniu podporucznika artylerii (1945). W 1990 został mianowany przez Ministra Obrony Narodowej porucznikiem.
Do Polski powrócił w 1946 i osiadł w Katowicach. Pracował w przemyśle i budownictwie węglowym. Uzyskał tytuł dyrektora górniczego II stopnia.
Zmarł 28 stycznia 1999. Został pochowany na cmentarzu ewangelickim przy ulicy Francuskiej w Katowicach. W tym miejscu spoczęła także Janina Bułat z domu Filowicz (1907–1980).
Brat Jarosława, Włodzimierz Michał Bułat (ur. 1902), poległ w wieku 17 lat w obronie mostu pod Niżniowem 14 czerwca 1919 i spoczął na Cmentarzu Obrońców Lwowa (w kwaterze V, grób nr 285). Został pochowany na Cmentarzu Obrońców Lwowa.

## Ordery i odznaczenia
- Krzyż Kawalerski Orderu Odrodzenia Polski - 28 listopada 1966
- Medal Niepodległości - 3 czerwca 1933[10]
- Krzyż za udział w Wojnie 1918–1921 - 31 października 1990
- Medal Obrony
- Medal Wojny 1939-1945